# Georg Büchner (Schiff)
Die Georg Büchner (ex Charlesville) war ein Fracht- und Ausbildungsschiff des VEB Deutsche Seereederei (DSR). Sie lag zuletzt im Rostocker Stadthafen und diente als Jugendherberge und Hotelschiff.

## Geschichte

### Kongoschiff
Das Schiff lief 1950 bei J. Cockerill S.A. in Hoboken als Charlesville vom Stapel und wurde am 15. Februar 1951 abgeliefert. Das kombinierte Fracht- und Passagierschiff war letztes von fünf Schiffen der Albertville-Klasse und wurde von der Reederei Compagnie Maritime Belge (Lloyd Royal) S.A., Antwerpen, im Liniendienst zwischen Belgien und Belgisch-Kongo und Angola eingesetzt.

### Ausbildungsschiff in der DDR
Die Charlesville ging am 5. Juli 1967 in Antwerpen an den VEB Deutsche Seereederei Rostock, und nach einigen Umbauten in der Mercantile-Werft Antwerpen im Juli und August wurde es im September 1967 als Fracht- und Ausbildungsschiff Georg Büchner in Dienst gestellt. Nach neuer Vermessung 1971 wurde das Schiff mit 11060 BRT / 3831 NRT und einer Tragfähigkeit von 9274 tdw angegeben. Nach betrieblichen Umstrukturierungen wurde sie ab dem 1. Januar 1974 bei dem VEB Deutfracht/Seereederei geführt. Sie war bis 1977 im Liniendienst Cubalco nach Kuba und Mexiko eingesetzt. Mit der Außerdienststellung am 7. Juni 1977 wurde die Georg Büchner an die „Betriebsschule Flotte“ der DSR übergeben. Am 25. Juni 1977 lief das Schiff mit eigener Kraft nach Stettin zur Werft „Stocznia Remontowa Gryfia“, wo einen Tag später der Umbau zu einem stationären Schulschiff begann. Den neuen Liegeplatz in Rostock-Schmarl erreichte das Schiff am 31. August desselben Jahres. Dort erfolgte am 5. November 1977 die offizielle Einweihung als stationäres Ausbildungsschiff für die Reederei.

### Nutzung nach der Wiedervereinigung
Am 18. Juni 1990 erfolgte die Übertragung an die Deutsche Seereederei Rostock GmbH. Bereits ein dreiviertel Jahr später, am 15. März 1991, übernahm die Hansestadt Rostock das Schiff für den symbolischen Preis von einer D-Mark, um es vor der Abwrackung zu bewahren.  Anschließend wurde sie als stationäres Ausbildungsschiff und Internat der Betriebsberufsschule Flotte „August Lütgens“ genutzt. 2003 wurde sie in den Rostocker Stadthafen verlegt. Der Förderverein Traditionsschiff e. V. hatte das Schiff von der Stadt übernommen, zum Hotelschiff umgebaut und bis Ende 2012 als schwimmende Jugendherberge genutzt. Der Verein bekam allerdings finanzielle Probleme.

### Verkauf des Schiffes
Ende 2012 wurde bekannt, dass der Trägerverein insolvent war und die Georg Büchner zur Deckung der Schulden verkauft werden sollte. Für den Erhalt des Schiffes wären circa fünf Millionen Euro notwendig gewesen.
Die Stadt Rostock hatte ein Vorkaufsrecht für das Schiff, lehnte aber ab. Die Kosten hätten sich angeblich auf 750.000 Euro belaufen, plus Folgekosten von etwa 25.000 Euro pro Monat. Stattdessen vermittelte die Stadt dem Verein einen Makler, um einen Käufer zu finden. Am 13. Dezember 2012 wurde ein Kaufvertrag mit der Argent Venture Limited von den Seychellen unterschrieben. Das Schiff sollte zu diesem Zeitpunkt für 900.000 Euro verkauft werden.
Im Dezember 2012 wurde öffentlich, dass das Schiff im Januar 2013 nach Litauen geschleppt werden sollte. Man befürchtete, dass das Schiff dort verschrottet werden sollte.
Nach einer Meldung der flämischen Vereinigung zur Rettung von maritimem Kulturgut „Watererfgoed Vlaanderen“ in Antwerpen hatten sich auch zwei belgische Unternehmer gefunden, die sich an der Rettung des letzten verbliebenen Kongoschiffes beteiligen wollten. Diese konnten jedoch nicht genug Geld für das Schiff aufbringen. Das Rostocker Amt für Denkmalschutz war allerdings vom Verkauf nicht vorher informiert, obwohl das Schiff seit 29. Oktober 2004 in der Denkmalliste des Landes Mecklenburg-Vorpommern enthalten war. Der Käufer von den Seychellen konnte das Bestehen und Instandhalten der Georg Büchner als Denkmal aber nicht garantieren. Mitte Februar 2013 meldete der Förderverein beim Amtsgericht Rostock die Insolvenz an. Ein Insolvenzverwalter wurde bestellt, der über den Kaufvertrag zu entscheiden hatte. Der wandte sich an das Amt für Denkmalschutz mit dem Ergebnis, dass der Kaufvertrag für ungültig erklärt wurde.
Aufgrund ausbleibender Finanzierungszusagen hob die Stadt Rostock als untere Denkmalschutzbehörde den Denkmalschutz für die Georg Büchner am 14. Mai 2013 auf.

### Letzte Fahrt und Untergang
Am 28. Mai 2013 wurde die Georg Büchner mit leichter Schlagseite nach Steuerbord vom polnischen Schlepper Ajaks mit Ziel Klaipėda aus dem Rostocker Hafen geschleppt. Am Abend des 30. Mai 2013 sank die Georg Büchner in der Ostsee nördlich der Halbinsel Hela.
Der Insolvenzverwalter des Trägervereins, Tobias Schulze, hatte das Schiff an die Argent Venture Limited von den Seychellen  verkauft.  Das Geld war auf einem Anderkonto bei einem Notar in Hamburg deponiert worden, mit Ablegen in Rostock galt das Schiff als verkauft. Medien berichteten von einer angeblichen Versicherungssumme von vier Millionen Euro, der offiziell widersprochen wurde.
Der Schlepper Ajaks wurde im Auftrag des Käufers von der Cuxhavener Otto Wulf GmbH & Co. KG gechartert. Gegen 10:30 Uhr am 28. Mai 2013 lief die Ajaks mit der Georg Büchner im Schlepp aus Rostock aus. Die Bugsier 16 der Bugsier-, Reederei- und Bergungs-Gesellschaft in Rostock half der Ajaks, die Georg Büchner aus dem Hafen zu bringen, da die Ajaks nicht wendig genug zu sein schien. Vorher war das Schiff von mehreren Experten für seetüchtig erklärt worden. Mehrere Schwachstellen waren ausgemacht worden, wie Kühlwasserleitungen, die korrodiert sein konnten, durchgerostete Nieten, die sich hätten lösen können und auch die Bullaugen auf Wasserlinie. Letztere waren in den Rumpf gebrannt worden, als das Schiff als Wohnschiff genutzt wurde. Allerdings seien diese akribisch abgedichtet und genau begutachtet worden.
Der Kurs der Ajaks wurde per AIS aufgezeichnet. So kann nachvollzogen werden, dass sie auf dem Weg zum Zielhafen Memel nah an der polnischen Küstenlinie blieb, Richtung Südosten fuhr und dann am Ort der Havarie einen Zickzackkurs beschrieb.
Nach dem Bericht des Seeamtes von Gdingen wurde der Vessel Traffic Service Danziger Bucht am 30. Mai um 18:25 Uhr vom Kapitän des Schleppers Ajaks darüber informiert, dass die von ihm geschleppte Georg Büchner starke Schlagseite habe und zu sinken begonnen hätte. Die Position war zu diesem Zeitpunkt etwa sieben Seemeilen nordnordöstlich vom Kap von Rozewie. Das Krängen des Schiffes habe angeblich schon am Morgen begonnen. Um 19:30 Uhr wurde der Schiffsverkehrsservice der Danziger Bucht darüber informiert, dass wegen des fehlenden Auftriebs der Georg Büchner die Schleppleinen durchtrennt worden seien. Etwa um 20:25 Uhr sei das Schiff dann 8,6 Seemeilen vom Kap von Rozewie entfernt gesunken. Nach den Vermessungsarbeiten des polnischen Schiffes Arctowski wurde die korrekte Position auf die Koordinate 54,93367° N, 18,52855° O festgelegt. Die Wassertiefe wird an der Stelle auf 37 Meter geschätzt. Die Meerestiefe fällt, ungewöhnlich für die sonst flache Ostsee, in der Region bis zu 100 Meter ab, was Spekulationen über einen möglichen Versicherungsbetrug zusätzlichen Auftrieb gab.
Am 4. Juni 2013 wurden erste Bilder vom Wrack auf dem Grund der Ostsee im Internet veröffentlicht.
Der Leiter des Seeamtes in Gdingen, Andrzeja Królikowski, erklärte, dass die Unterlagen zur Überführung unvollständig gewesen seien; sie hätten zudem mehrere Eigner ausgewiesen. Das gesunkene Schiff müsse gehoben werden, da der Abstand zwischen Wasseroberfläche und den Aufbauten nur 14,5 Meter beträge. Das Gebiet wurde am 11. Juni 2013 für den Schiffsverkehr und für Taucher gesperrt. Die Bergungskosten werden auf 25 Mill. Euro geschätzt. Wegen der hohen Kosten erfolgte bislang keine Bergung.
Schon im Juli 2013 hat die polnische Untersuchungskommission ihre Untersuchung eingestellt. Dazu hieß es, dass der Untergang der Georg Büchner nicht als Seeunfall im Sinne des Imo Casualty Investigation Code zu klassifizieren ist, da die Büchner nicht als Seeschiff angesehen werden konnte. Tatsächlich war sie in keinem deutschen Schiffsregister mehr eingetragen, besaß kein Schiffszertifikat und wurde auch in Rostock als Landeinrichtung behandelt. Im Abschlussbericht heißt es auch, dass die Besatzung der Ajaks für den Untergang nicht verantwortlich sei: Befestigung, Ausrüstung, Geschwindigkeit, Route und Vorgehen bei der Havarie seien korrekt gewesen. In Rostock gab es währenddessen keine Untersuchung oder Verfahren zum Verdacht des Versicherungsbetrugs. Vom Verkaufserlös von 900.000 Euro erhielt die Stadt angeblich 90.000.

## Technik
Die Charlesville konnte 248 Fahrgäste in einer Klasse befördern und hatte 140 Mann Besatzung. Als Georg Büchner konnte sie bis zu 190 Matrosenlehrlinge und 20 Ausbilder aufnehmen. Zur Stammbesatzung gehörten 50 Mann.
Als Antrieb hatte das Schiff einen Zweitakt-Schiffsdieselmotor mit 9250 PS Leistung, der als doppeltwirkender Dieselmotor mit acht Zylindern ausgeführt war. Mit dieser Leistung wurden bis zu 17,5 kn Geschwindigkeit erreicht. Die Hauptmaschine wurde von der Maschinenfabrik des Cockerill-Konzerns in Seraing unter Lizenz von Burmeister & Wain, Kopenhagen hergestellt.

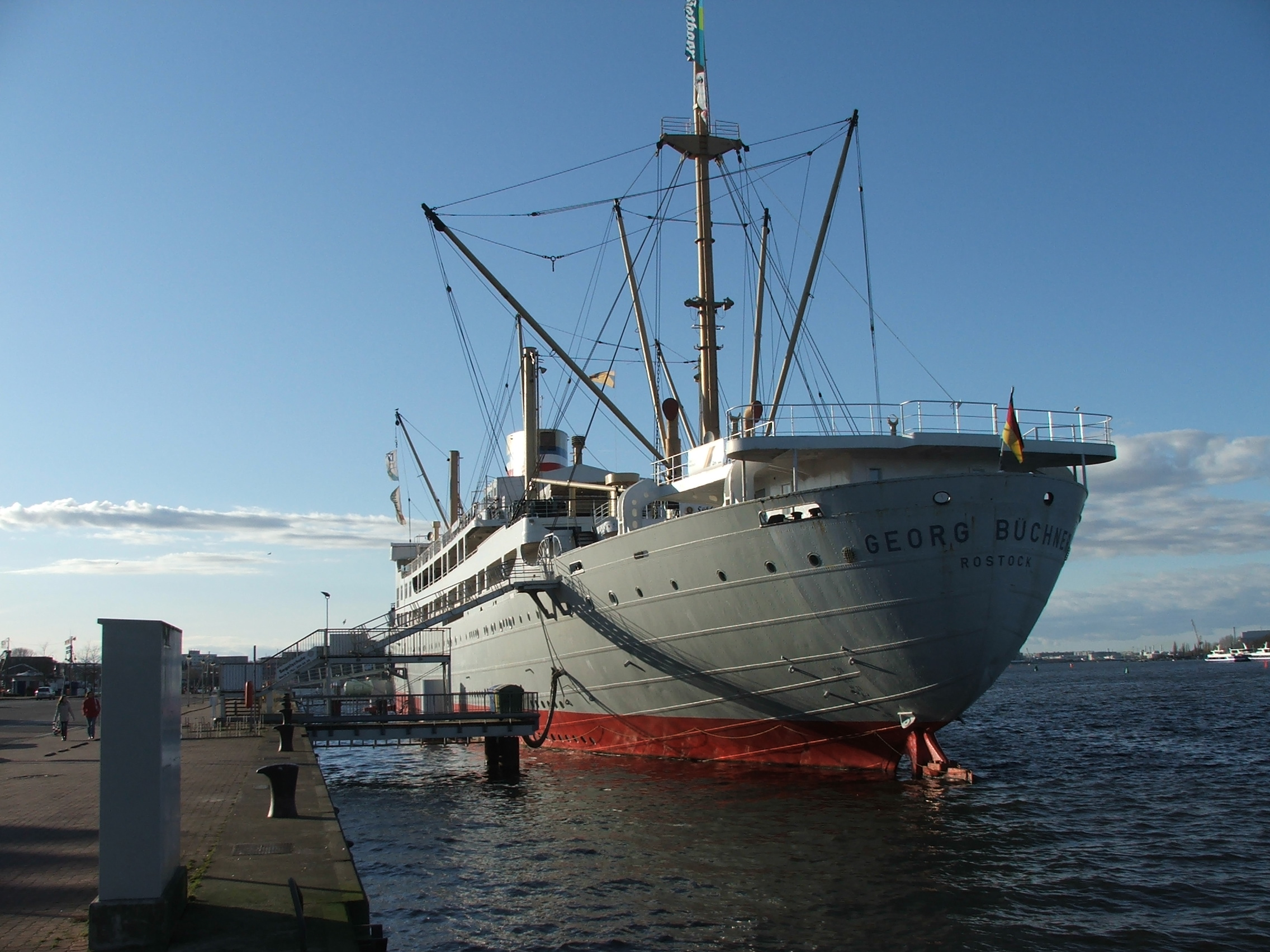
Achterschiff (2009)
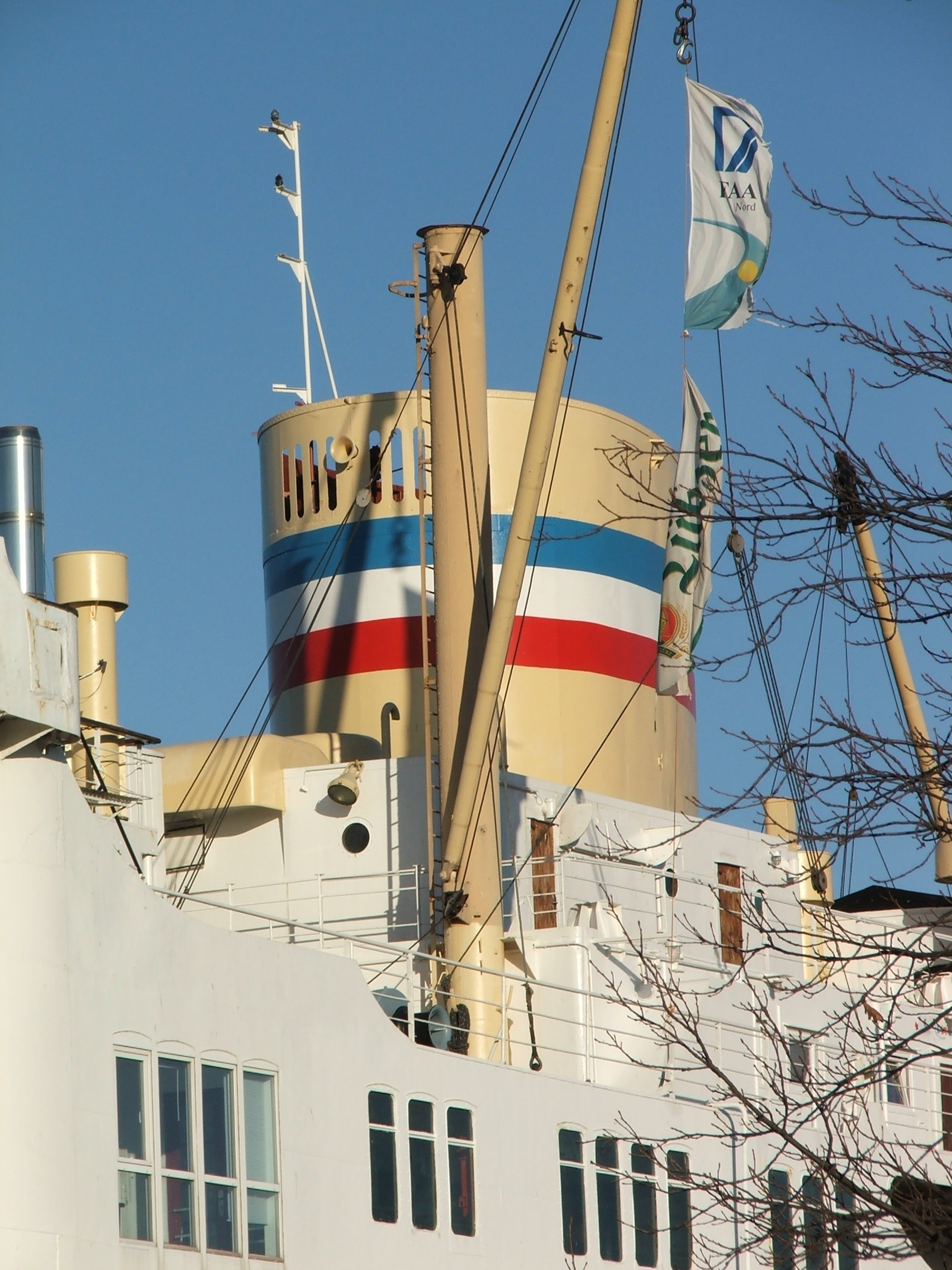
Schornstein (2009)
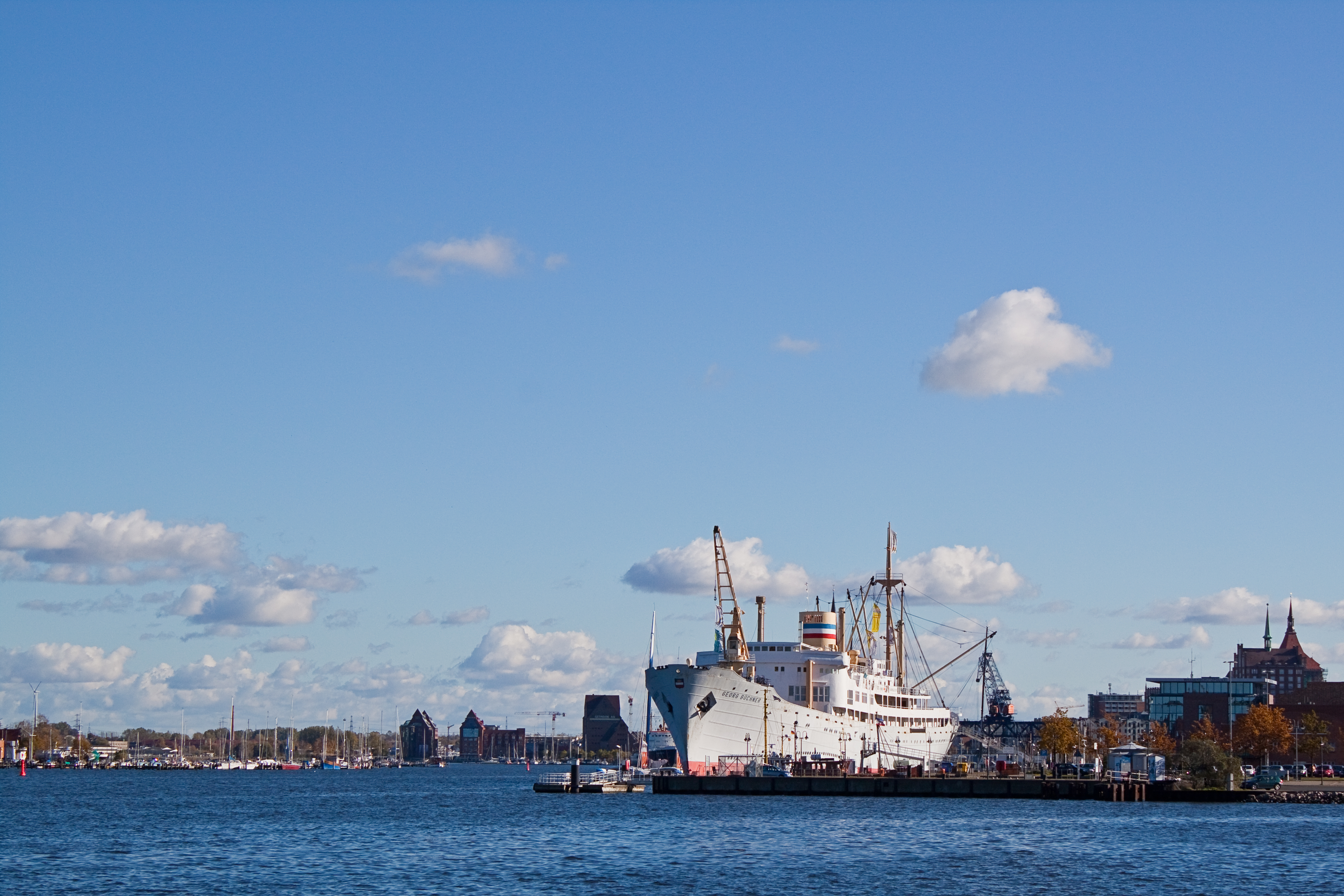
Ansicht des Liegeplatzes von Westen (2010)
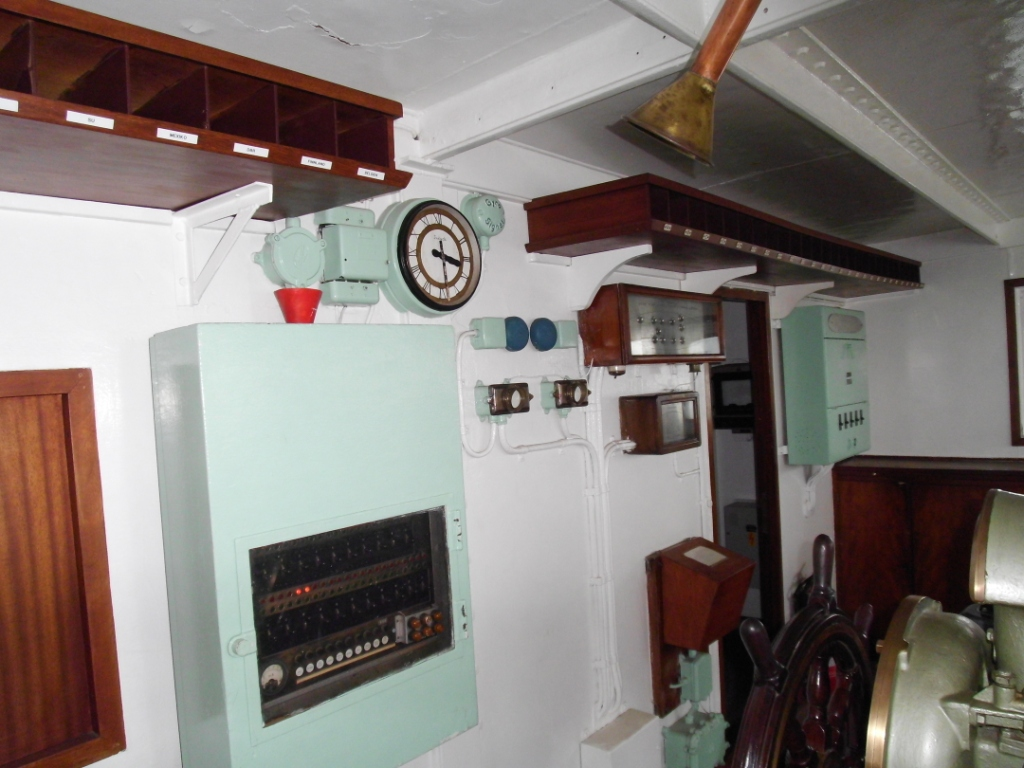
Blick auf die Brücke (2011)
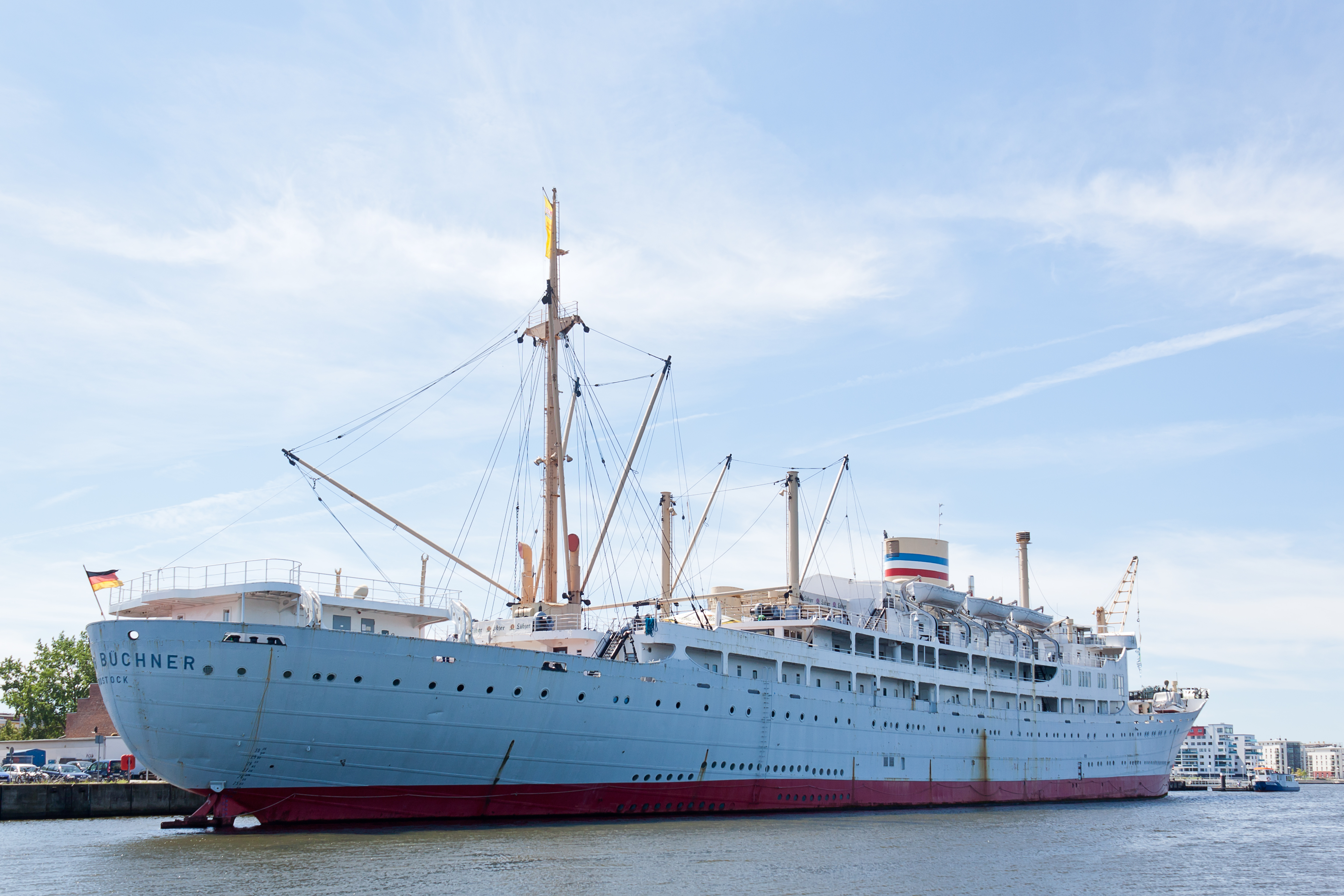
Ansicht von der Wasserseite (2011)
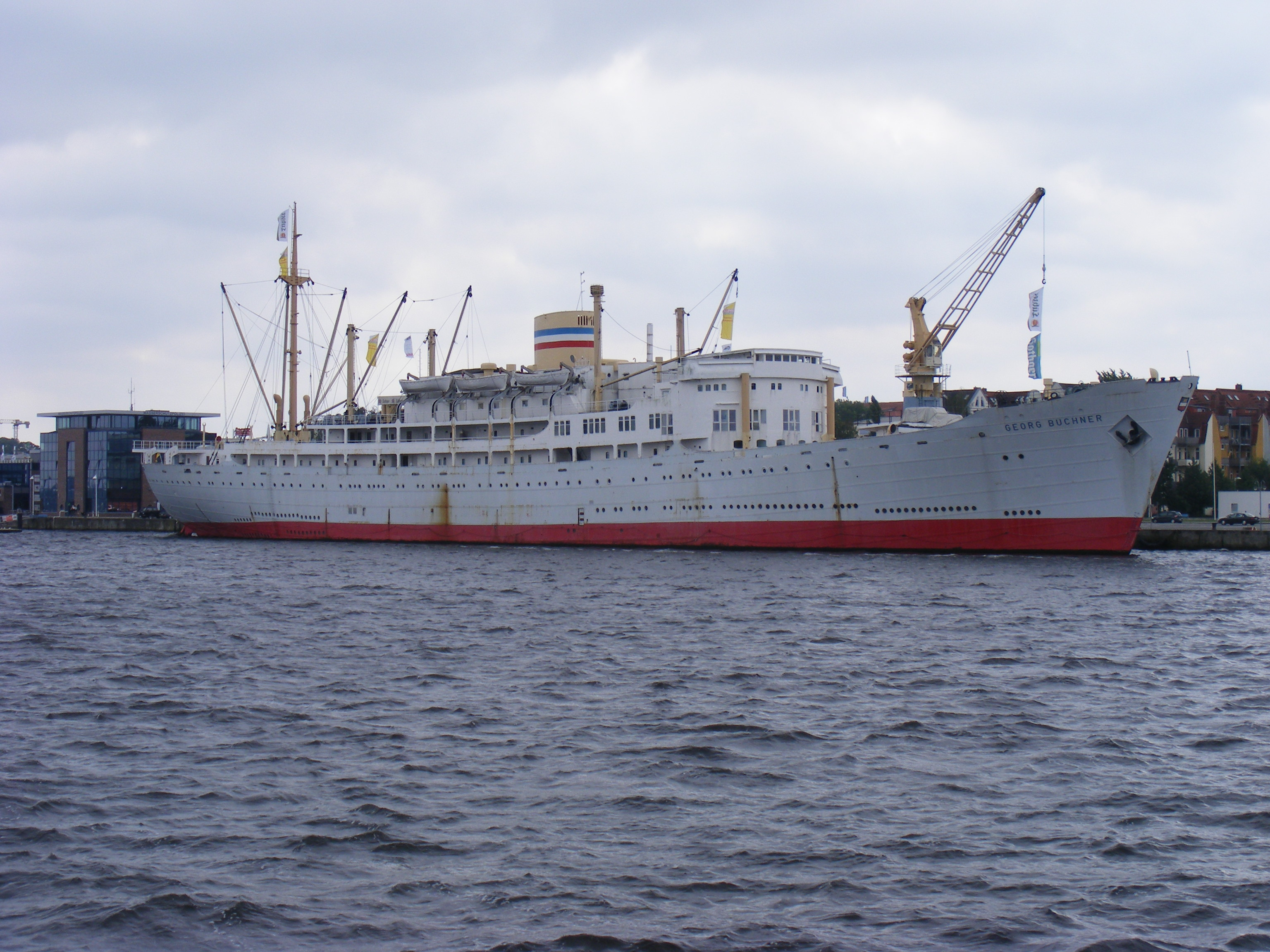
Ansicht von Gehlsdorf (2011)